# گورازیل‌لی
گورازیل‌لی (ترکی آذربایجانی: Gorazıllı) یک منطقهٔ مسکونی در جمهوری آرتساخ است که در استان هادروت واقع شده‌است.